# العصافير تموت في الجليل
العصافير تموت في الجليل، مجموعة شعرية من مؤلفات الشاعر العربي الفلسطيني محمود درويش، صدرت في عام 1969، عن دار الآداب في بيروت، لبنان.